# Carved
Carved (口裂け女, Kuchisake Onna), és una pel·lícula de terror japonès, dirigida per Koji Shiraishi i estrenada el 14 d'agost de 2007. La pel·lícula s'inspira en un fantasma de la mitologia japonesa anomenat Kuchisake-Onna, així com en una versió moderna del mateix personatge.

## Argument
Kyoko Yamashita (Eriko Sato) és una mestra de l'escola Midoriyama. Mika (Rie Kuwana), una de les seves alumnes, és segrestada per una dona anomenada Kuchisake-onna (que significa dona amb la boca tallada), després d'un terratrèmol. Aquesta dona malvada es reconeix per una ferida d'orella a orella i una màscara quirúrgica comunament usada al Japó per evitar la propagació dels refredats. A poc a poc, els alumnes de Kyoko van desapareixent un a un. Un altre mestre de l'escola, Noburu, intenta, junt amb Kyoko, descobrir el que està passant, tot i que ell amaga alguns secrets.
El títol original es refereix a Kuchisake-onna (la dona amb la boca tallada), una llegenda de la mitologia japonesa que tracta sobre una dona que va ser assassinada i mutilada pel seu espòs i es va convertir en un yokai (esperit demoníac). Kuchisake-onna torna al món per venjar-se preguntant a les seves víctimes si la troben bella. Si les víctimes contesten que sí els talla la boca, si contesten que no les mata tallant-les per la meitat i si contesten normal aleshores les deixa escapar.
En la versió de Koji Shiraishi el personatge mitològic està representat per una dona anomenada Taeko Matsuzaki que es torna boja i mata a dos dels seus fills. En intentar matar el seu tercer fill, Noboru, aquell li talla la boca accidentalment en defensar-se. Per ocultar-la, l'amaga en un armari.

## Ambientació
El cine asiàtic destaca per la seva habilitat per crear l'atmosfera adequada. Carved destaca per aconseguir aquella atmosfera pròpia de les pel·lícules de terror però amb un estil absolutament propi amb escenes de pànic que ocorren en plena llum del dia o en ambients ben il·luminats. És cert que hi ha escenes fosques, però quan la protagonista es treu per primer cop la màscara ho fa en un dia assolellat.

## Repartiment
- Eriko Sato com Kyoko Yamashita
- Haruhiko Kato com Noboru Matsuzaki
- Chiharu Kawai com Mayumi Sasaki
- Rie Kuwana com Mika Sasaki
- Kazuyuki Matsuzawa com Hideo Tamura
- Kaori Sakagami com Saori Tamura
- Sakina Kuwae com Natsuki Tamura
- Yuto Kawase com Masatoshi Kita
- Ryoko Takizawa com Kazuko Yoshida
- Saaya Irie com Shiho Nakajima
- Mei Tanaka com Yukiko Yoshida
- Aoi Shingo Shimoyama com Kuwabata
- Iūrei Yanagi com el detectiu Kubo
- Koichiro Nishi com l'ex marit de Kyoko
- Hiroto Itô com a jove Noboru Matsuzaki
- Ayu Kanesaki com Ai Ono
- Miki Mizuno com Taeko Matsuzaki / Kuchisake-Onna